# U-20-Fußball-Asienmeisterschaft der Frauen 2026
Die 12. U-20-Fußball-Asienmeisterschaft der Frauen (offiziell: 2026 AFC U20 Women’s Asian Cup) wird voraussichtlich vom 1. bis zum 18. April 2026 in Thailand ausgetragen werden. Es werden erstmals zwölf Mannschaften zunächst in der Gruppenphase in drei Gruppen und danach im K.-o.-System gegeneinander antreten. Titelverteidiger ist Nordkorea.
Das Turnier dient als asiatische Qualifikation für die U-20-Weltmeisterschaft der Frauen 2026 in Polen. Die besten vier Mannschaften werden sich dafür qualifizieren.

## Qualifikation
Von den 47 Mitgliedsverbänden der AFC meldeten sich neben Gastgeber Thailand 33 zur Teilnahme an. Die Auslosung der Gruppen findet am 28. April 2025 statt. Aufgrund der Aufstockung der Teilnehmeranzahl auf zwölf Mannschaften wird nur noch eine Qualifikationsrunde ausgespielt. Die Mannschaften werden in sieben Vierer- und eine Fünfergruppe gelost.
Die Gruppen werden vom 2. bis zum 10. August 2025 weiterhin als Miniturniere ausgetragen, bei denen je einer der Teilnehmer als Gastgeber einer Gruppe fungiert. Jede Mannschaft spielt einmal gegen jede andere ihrer Gruppe. Die acht Gruppensieger und die drei besten Zweitplatzierten qualifizieren sich für die Endrunde. Der Gastgeber aus Thailand nimmt nicht an der Qualifikation teil, ist aber automatisch für die Endrunde gesetzt.

## Teilnehmer
Für das Turnier haben sich die Mannschaften der folgenden Länder qualifiziert: 
- Australien
- Bangladesch
- China
- Chinese Taipei
- Indien
- Japan
- Jordanien
- Nordkorea
- Südkorea
- Thailand (Gastgeber)
- Usbekistan
- Vietnam